# Bering Strait
Bering Strait (рус. Берингов пролив, также известна как Siberian Heatwave) — бывшая российская кантри-группа. Группа играла смесь кантри с русской народной музыкой; иногда их стиль представлял собой «redgrass». Группа достигла известности в 2003 году, будучи номинированной на премию Грэмми, но не имела крупных продаж. Распущена в 2006 году.

## История
Образована в 1988 году в городе Обнинске Калужской области и называлась тогда «Весёлый дилижанс». Десятилетние дети со своим руководителем участвовали во всевозможных фестивалях, выступали в клубах, иногда выезжая на европейские гастроли. 
После выступления на фестивале в американском Нэшвилле в 1996 году ребятам удалось заключить контракт с Arista, американским подразделением BMG в Америке. Именно тогда началась работа над дебютным альбомом, который вскоре должен был быть представлен американской публике. 
В конце 90-х годов участники группы остались в США и позднее образовали группу Bering Strait, в то время как их руководитель Алексей Гвоздев вместе с инструментами вернулся обратно в Обнинск, и музыкантам пришлось начать всё с нуля. Сам Гвоздев не считает эту группу самым первым составом «Веселого дилижанса».

## Состав
На момент распада группа состояла из пяти музыкантов:
- Александр Арзамасцев (барабаны);
- Наташа Борзилова (ведущий вокал, акустическая гитара);
- Сергей «Spooky» Ольховский (бас);
- Александр «Sasha» Островский (добро, бас-гитара, треугольник);
- Лидия Сальникова (ведущий вокал, клавишные).

Бывший участник Илья Тошинский (сын ядерщика Георгия Тошинского) играл на электрогитаре, акустической гитаре и банджо, с его участием был издан первый альбом, но он оставил группу после записи второго альбома. В 2016 году издал свой первый сольный альбом, Red Grass.  Сейчас является сессионным музыкантом и придумывает гитарные партии для известных кантри-артистов.
Другие участники «Bering Strait» — музыканты Сергей Пасов (мандолина и скрипка) и Андрей Мисихин (бас).

## Текущие проекты
Саша и Spooky (Жуткий) в настоящее время играют в новой группе Buckledown. Лидия и Наташа проводят сольные проекты.

## Дискография

### Альбомы
| Год  | Альбом                      | Хит-парад  | Хит-парад | Лейбл           |  |
| Год  | Альбом                      | US Country | US        | Лейбл           |  |
| ---- | --------------------------- | ---------- | --------- | --------------- |  |
| 2003 | Bering Strait               | 17         | 98        | Universal South |  |
| 2003 | The Ballad of Bering Strait |            |           | Universal South |  |
| 2005 | Pages                       |            |           | Universal South |  |

### Синглы
| Year | Single                          | Album         |
| ---- | ------------------------------- | ------------- |
| 2001 | «Jagged Edge of a Broken Heart» | Bering Strait |
| 2003 | «Bearing Straight»              | Bering Strait |
| 2005 | «You Make Lovin' Fun»           | Pages         |